# Günter Lumer
Günter Lumer (Frankfurt am Main, 29 de maio de 1929 — junho de 2005) foi um matemático alemão.

## Vida e obras
Após os nazistas assumirem o governo alemão em 1933, a família de Lumer fugiu primeiro para a França e em 1941 seguiu para o Uruguai. Após completar o curso de engenharia elétrica na Universidade de Montevidéu em 1957, aluno de Paul Halmos, obteve uma bolsa Guggenheim para a Numerical Range and States, onde obteve um doutorado em 1959, orientado por Irving Kaplansky, com a tese Numerical Range and States. Em seguida foi trabalhar na Universidade da Califórnia em Los Angeles, esteve de 1960 a 1961 na Universidade Stanford e a partir de 1974 na Universidade de Washington. 